# Straßenbahn Melbourne
Die Straßenbahn Melbourne ist nach dem Schnellbahnnetz der zweitwichtigste Träger des öffentlichen Nahverkehrs im australischen Melbourne.
Mit einer Länge von 245 Kilometern und mit 1813 Haltestellen besitzt Melbourne eines der größten Straßenbahnnetze der Welt. Es werden jährlich 206 Millionen Personen befördert.
Das Liniennetz besteht aus 27 Linien, die mit den Nummern 1 bis 109 nummeriert sind. Sehr beliebt bei Touristen ist die City Circle tram (Linie 35) um einen Teil der Innenstadt, den sogenannten Central Business District (CBD), die mit historischen, teils in weinrot oder grün-gelb lackierten Fahrzeugen verkehrt und kostenlos benutzt werden darf. Zusätzlich darf innerhalb der Free Tram zone, begrenzt durch den Linienweg der Linie 35, der gesamte Trambetrieb gratis genutzt werden.

## Geschichte

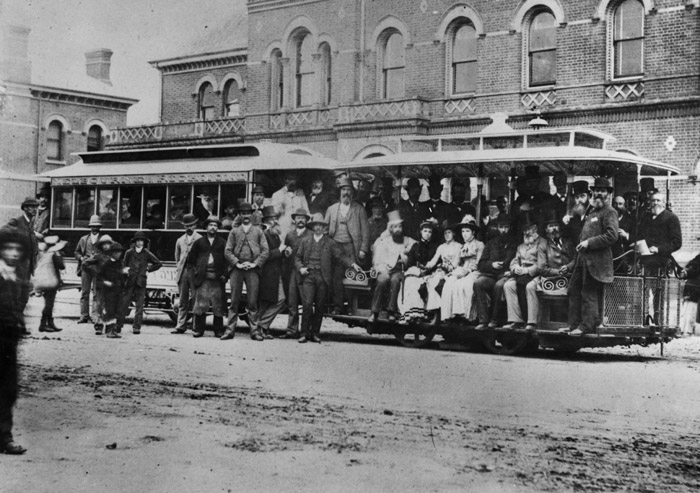
Eröffnungsfahrt der Kabelstraßenbahn am 11. November 1885

Die Anfänge gehen auf 1885 zurück, als eine Kabelstraßenbahn nach US-amerikanischem Patent (das gleiche, das die berühmten San Francisco Cable Cars noch heute antreibt, wenn auch inzwischen als kulturhistorisches Denkmal) eröffnet wurde. Diese erste Bahn wurde noch aus New York City importiert, die weiteren wurden im Staate in Lizenz nachgebaut.
Zu Zeiten der Cabletrams erreichte der Maximalausbau insgesamt elf Powerhouses, das sind Maschinenhäuser mit Dampfmaschinen als Fördermaschinen für den Antrieb durch kilometerlange Stahlzugseile (engl. „rope“ oder „cable“) sorgen. Der jeweilige Gripman in den einzelnen Cars konnte sich über eine mechanische Klemmvorrichtung in ca. drei Fuß (etwa einem Meter) Tiefe unter der Straßenoberfläche anklinken und so den Wagen vorwärts bewegen – die Maximalgeschwindigkeit war durch die Seilzuggeschwindigkeit vorgegeben.
Dazu musste mittig in jedem Gleis (also zwischen den Schienen) ein bis zu vier Fuß (ca. 1,2 m) tiefer Kanal angelegt werden, in dem das Stahlseil über Rollen so geführt wurde, dass es die Klemmvorrichtungen der Wagen an allen Stellen erreichen und die angeklemmten Wagen gezogen werden konnten. Nach oben wurden diese Kanäle mit einem durchgängigen Spalt (engl.: „slot“) abgeschlossen und gesichert, damit die Straßenfahrbahn geschlossen war und sich niemand verletzen konnte.
Die bis zu acht Kilometer langen Stahlzugseile, die zum Einsatz kamen, waren sechskardeelig (mit „Seele“) aus gedrehten Drahtseilen mit jeweils sieben Drähten, „endlos“ verspleißt und besaßen ein enormes Gewicht. Beim Einklemmen durften sich diese Zugseile nur minimal von der Klemmkralle zusammendrücken lassen.
Mit Aufkommen stabiler elektrischer Motorantriebe wurden die Straßenbahnen nach und nach auf diese Antriebstechnik umgestellt, um die aufwändigen Unterhaltungsmaßnahmen (z. B. mussten die Zugseile mindestens jährlich erneuert werden) zu reduzieren. Um 1930 waren die meisten Strecken umgestellt, die letzten Straßenbahnen mit Kabelantrieb fuhren im Oktober 1940.

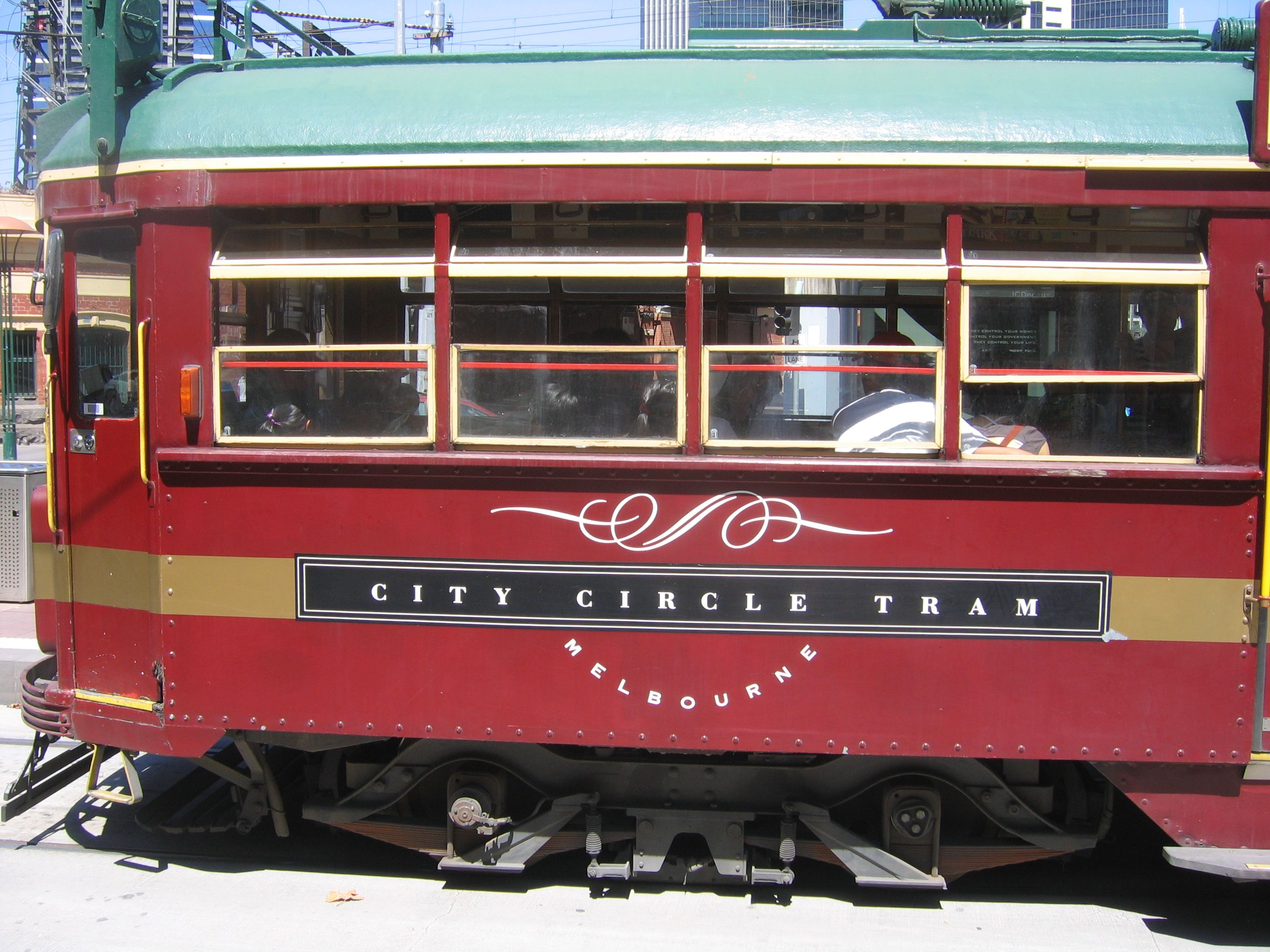
City Circle Tram (2009)

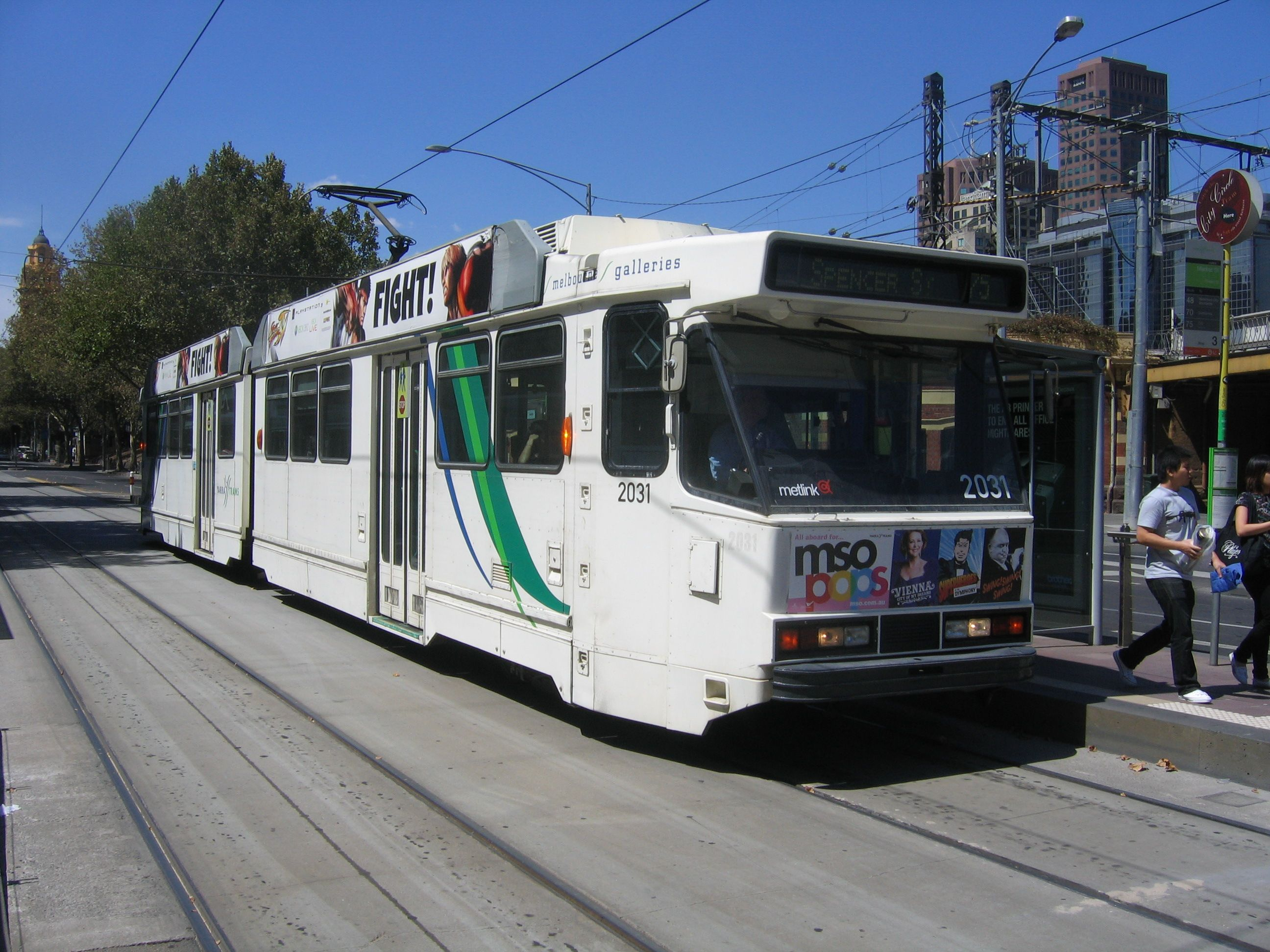
Wagen der B2-class in der Spencer Street (2009)

## Aktuelles Liniennetz
| Linie | Linienweg                                        | Innenstadtkorridor                                                 | Bemerkungen                                                                  |
| ----- | ------------------------------------------------ | ------------------------------------------------------------------ | ---------------------------------------------------------------------------- |
| 1     | East Coburg – South Melbourne Beach              | Swanston Street                                                    | über Lygon Street & Melbourne City Centre Sonntagabend 20-Minuten-Takt       |
| 3     | Melbourne University – East Malvern              | Swanston Street                                                    |                                                                              |
| 5     | Melbourne University – Malvern                   | Swanston Street                                                    | abends nur zwischen Orrong Rd/Dandenong Rd und Malvern, Umstieg auf 64 nötig |
| 6     | Melbourne University – Glen Iris                 | Swanston Street                                                    | Sonntag abend 20-Minuten-Takt, ehemals Linie 6 und Linie 8 (Nord)            |
| 11    | West Preston – Victoria Harbour Docklands        | Collins Street                                                     | ehemals Nord-Teil der Linie 112                                              |
| 12    | St Kilda/Fitzroy St - Victoria Gardens           | Collins Street                                                     | ehemals Süd-Teil der Linie 112                                               |
| 16    | Melbourne University – Kew                       | Swanston Street                                                    | über St Kilda                                                                |
| 19    | North Coburg – City                              | Elizabeth Street                                                   | Nachtverkehr Samstag und Sonntag früh                                        |
| 30    | St Vincents Plaza – Docklands Stadium, Docklands | La Trobe Street                                                    | seit 2019 täglich und ganztägig                                              |
| 35    | City Circle                                      | Ring über Flinders St, Spring St, LaTrobe St, Harbour Esplanade    | Kostenlose Tramlinie in der City von Melbourne                               |
| 48    | Victoria Harbour Docklands – North Balwyn        | Collins Street                                                     |                                                                              |
| 57    | West Maribyrnong – City (Elizabeth Street)       | Elizabeth Street                                                   | über North Melbourne                                                         |
| 58    | West Coburg - Toorak                             | William Street                                                     | über City Sonntag abend 20-Minuten-Takt, ehemals Linien 8 (Süd) und 55       |
| 59    | Airport West – City (Elizabeth Street)           | Elizabeth Street                                                   |                                                                              |
| 64    | Melbourne University – East Brighton             | Swanston Street                                                    | abends teilw. als 64/5 ausgeschildert, da Anschluss zum Pendelverkehr der 5  |
| 67    | Melbourne University – Carnegie                  | Swanston Street                                                    | Nachtverkehr Samstag und Sonntag früh                                        |
| 70    | Waterfront City Docklands – Wattle Park          | Flinders Street                                                    |                                                                              |
| 72    | Melbourne University – Camberwell                | Swanston Street                                                    |                                                                              |
| 75    | City (Spencer Street) – Vermont South            | Flinders Street                                                    | Nachtverkehr Samstag und Sonntag früh                                        |
| 78    | North Richmond – Balaclava                       | keine Innenstadtanbindung Tangentialverbindung Church St/Chapel St |                                                                              |
| 82    | Moonee Ponds – Footscray                         | keine Innenstadtanbindung Tangentialverbindung im Nord-Westen      | ehemals Teil der Straßenbahn Footscray                                       |
| 86    | Bundoora RMIT – Waterfront City Docklands        | Bourke St                                                          | über Smith Street Nachtverkehr Samstag und Sonntag früh                      |
| 96    | East Brunswick – St Kilda Beach                  | über Bourke Street                                                 | über City & St Kilda Stadtbahnlinie Nachtverkehr Samstag und Sonntag früh    |
| 109   | Box Hill – Port Melbourne                        | Collins Street                                                     | City & Port Melbourne Stadtbahnlinie Nachtverkehr Samstag und Sonntag früh   |

Gefahren wird Montag bis Freitag zu den Hauptverkehrszeiten alle 6–15 Minuten, außerhalb alle 8–20 Minuten, abends alle 20 Minuten (außer 82: alle 30 min), die letzten Züge fahren gegen Mitternacht.

Am Wochenende gibt es auf 6 Linien einen Nachtverkehr alle 30 Minuten, die übrigen Linien fahren bis gegen 01.30. Tagsüber wird alle 8–20 Minuten gefahren, abends alle 20 Minuten. 

An Sonntagen wird – von oben genannten Ausnahmen abgesehen – abends nur ein 30-Minuten-Takt angeboten.

## Rollmaterial

### W-class
Die W-Class unterscheiden sich in mehreren Serien. W 198 Stück, W1 28 Stück, W2 180 Stück, W3 16 Stück, W4 5 Stück (H-Class Adelaide), W5 120 Stück, W6 30 Stück, W7 40 Stück, W8 10 Stück (Neubauten), SW2 6 Stück, SW5 84, SW6 120 Stück. Die SW2, SW5, SW6 sind Umbauten aus den einzelnen Klassen. Bei den Straßenbahnwagen der W-class handelt es sich um die ältesten noch in Betrieb befindlichen Fahrzeuge, welche von 1923 an gefertigt wurden. Insgesamt wurden bis in die 1950er-Jahre 752 Wagen in drei Ausführungen hergestellt, die als neues Standardmodell in Melbourne eine wichtige Rolle für den Straßenbahnbetrieb einnahmen. Mit dem Aufkommen neuer Fahrzeuge und dem zunehmenden Alter der W-class wurden zahlreiche Fahrzeuge nach Kopenhagen, Seattle und Savannah (Georgia) verkauft oder gelangten in den Besitz von Privatleuten bzw. Sammlern. Nach über 50 Jahren Betrieb konnte ein vorzeitiges Ende des Einsatzes nur durch den Einbau neuer Bremsen verhindert werden, sodass heute noch 26 Fahrzeuge im Straßenbahnnetz eingesetzt werden. Zusätzlich übernehmen sie die Beförderung von Fahrgästen auf dem touristischen City Circle, es stehen 26 Fahrzeuge als unmittelbar einsetzbare Reserve zur Verfügung. Weitere 175 Wagen sind in Straßenbahndepots abgestellt.

### Z-class
Die Z-Class unterscheiden sich in drei Serien: Z1 100 Stück, Z2 15 Stück. Die Z1 und Z2 unterscheiden sich am Fahrerfenster und an der Stoßstange. Sie wurden vom Göteburger M28 abgeleitet und haben ASEA Technik drin. Die Z1/Z2-Class hatten nur 2 Türen pro Seite gehabt. Die Fahrzeuge wurden 2016/17 Ausgemustert und stehen nicht mehr im Einsatz.
Der Z3 115 Stück, ist eine Neuentwicklung. Er hat den Düwag Tandemantrieb und die AEG Chopper-Steuerung. Auch die Front unterscheidet sich von den Z1 und Z2-Class. Der Z3-Class hat auch drei Türen pro Seite. Die Fahrzeuge sind bis auf den Wagen 149 alle noch im Einsatz.

### A-class
Die A-class-Straßenbahnwagen werden größtenteils noch im Linienbetrieb eingesetzt. Sie wurden von 1983 bis 1987 ausgeliefert und teilen sich auf die Serien A1 und A2 auf. Der A1 ist noch mit Stangenstromabnehmer ausgeliefert worden. Der A2 hat von vornherein schon die Einholmstromabnehmer erhalten und er hat neue Bremssysteme bekommen. Die neuen Türen und Zielanzeigen und gilt als wegweisend für die Entwicklung der Straßenbahnen Melbournes. Von den 70 gebauten Straßenbahnwagen ist nur der A1-Class 231 nicht mehr in Betrieb. Der A-Class ist eine Weiterentwicklung vom Z3-Class. Auch er besitzt die AEG Choppersteuerung und den Düwag Tandemantrieb. 

### B-class
Für die Übernahme von Eisenbahn-Vorortstrecken in Süd-Melbourne durch die Straßenbahn mussten neue Straßenbahnfahrzeuge angeschafft werden, denen eine Führung über Eisenbahn- und Straßenbahnstrecken möglich ist. Dabei wurde aus der Z3-class und A-Class die neue B-class entwickelt, um den Betrieb auf diesen Strecken zu übernehmen. Auch bei diesen Fahrzeugen besteht eine Unterteilung nach Serien, der B1 (2 Stück Prototypen) und B2 130 Stück. Der B1 unterscheidet sich vom B2 durch die Schiebefenster Rollos und die fehlende Klimaanlage (die wurde beim B2-Class erstmalig für die Melbourner Straßenbahn eingebaut). Die 2 B1-Class wurden 2017 außer Betrieb genommen. Der Wagen 2001 steht konserviert im Betriebshof Preston. Der Wagen hatte bei seiner Auslieferung Klapptrittstufen gehabt. Während der  Wagen 2002 entkernt in der Nähe von Sydney lagert. Beide B1 sind kurze Zeit mit Stangenstromabnehmer gefahren. Die 130 Serienwagen der B2-Class sind alle noch im Einsatz.

### C-class
Bei der C-class handelt es sich um niederflurige Multigelenkwagen des in Frankreich gefertigten Modells Alstom Citadis in der Version 202 mit den Baujahren 2001/2002. Die 36 dreiteiligen Einheiten fahren hauptsächlich auf der Linie 109 und teilweise auf der Linie 48. Durch einen Überschuss an Fahrzeugen bei der Straßenbahn Mülhausen konnten 2008 fünf weitere, jedoch fünfteilige Citadis 302 geleast werden. Diese als C2-class eingeordneten Fahrzeuge verkehren ausschließlich auf der Linie 96. Die Fahrzeuge der C-class sind die ersten Niederflurwagen in Melbourne.

### D-class
Von 2002 bis 2004 wurden Combinos aus deutscher Herstellung in Betrieb genommen. Dabei wurden sowohl 38 drei- und 21 fünfteilige Fahrzeuge bestellt, die als D1 bzw. D2 eingeordnet wurden. Sie werden von den Depots Malvern (D1) und Brunswick (D2) aus eingesetzt. Die dreiteiligen D1 verkehren auf den Linien 5, 6, 16, 58 und 72, die Fünfteiler auf den Linien 6 und 19. Außerdem können sie auf Veranstaltungslinien zu den Stadien MCG, Marvel/Etihad Stadium und den Tennisanlagen für die Australian Open angetroffen werden. 2013 wurden Durchsagen der nächsten Haltestelle und der dortigen Umsteigemöglichkeiten eingeführt.

### E-class
Von 2013 bis 2021 wurden 100 Niederflurwagen des Typs Flexity Swift von Bombardier in Dandenong gefertigt. Sie werden in die E1- und die E2-class mit je fünfzig Fahrzeugen eingeteilt. Beide Typen sind dreiteilige Achtachser in Zweirichtungsausführung. Bei 33,45 Metern Länge und 2,65 Metern Breite verfügen sie über 64 Sitzplätze. Die Wagen werden auf den Linien 11, 30, 58, 86 und 96 eingesetzt. Von den 24 bis Juli 2015 bereits gelieferten Fahrzeugen werden alle bis auf eins zur Schulung des Fahrpersonals im Linienbetrieb eingesetzt. Zu besonderen Anlässen sind sie auch auf anderen Linien anzutreffen. Beim E-Class stammen die Drehgestelle und Antriebstechnik aus den Werken in Siegen und Mannheim.

### G-class
Für die eine Lieferung ab 2025 hat Yarra Trams 100 kürzere Flexity-2-Niederflurstraßenbahnwagen bei Alstom, dem Nachfolgeunternehmen von Bombardier, bestellt. Die „Next Generation Tram“ (NGT) genannten und als G-class eingereihten Fahrzeuge sind wie die E-class dreiteilig. Der mittlere Teil ist jedoch mit zwei Radsätzen deutlich kürzer. Die Fahrzeuge sollen maximal 150 Fahrgäste befördern können. Mit dem G-Class sollen die Z3-Class und A1/A2-Class ersetzt werden. Damit verschwinden die Vierachser aus dem Linien Dienst.
Das Auslassen des Buchstaben F bei der Typenbezeichnung wird damit begründet, dass mit diesem problematische Assoziationen einhergehen könnten. Der Buchstabe G hingegen gehe mit positiven Assoziationen wie „Good“ (gut), „Great“ (großartig) oder „Green“ (grün) einher. Zudem passe G als siebter Buchstabe des Lateinischen Alphabet zu den mit einer 7 beginnenden Wagennummern, nachdem die Klasse E bereits die zum F passenden mit 6 beginnenden Wagennummern erhalten hatte.

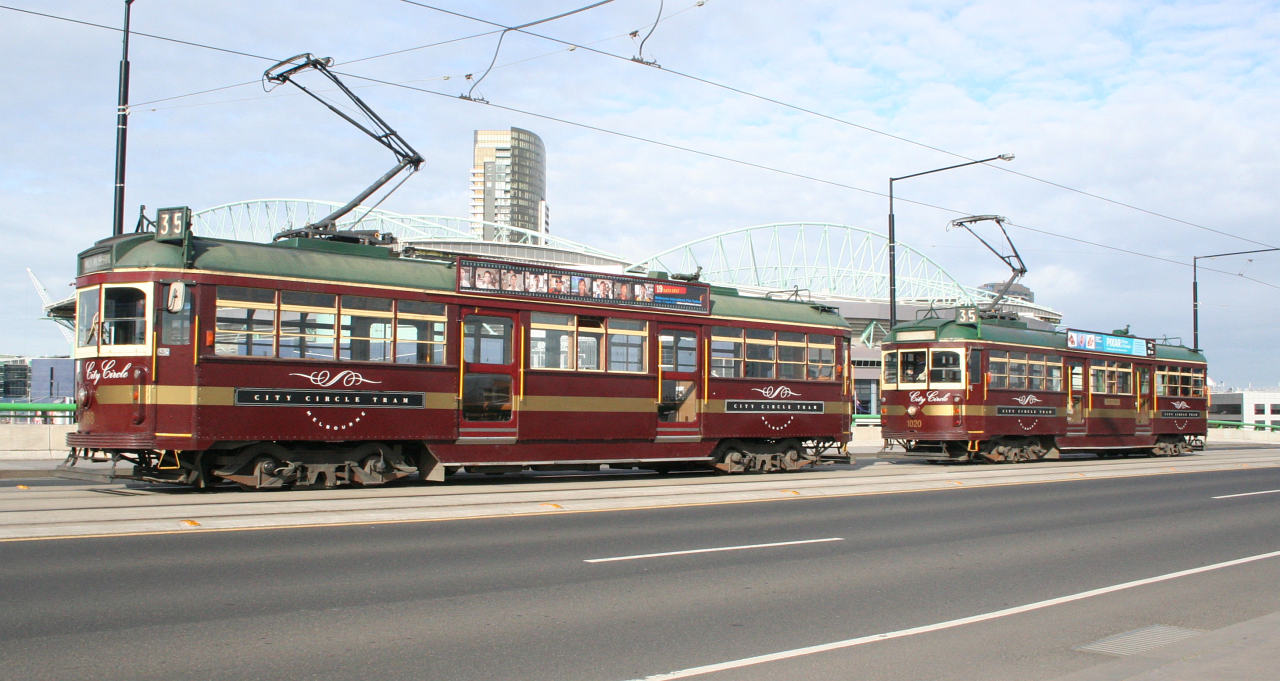
W-class
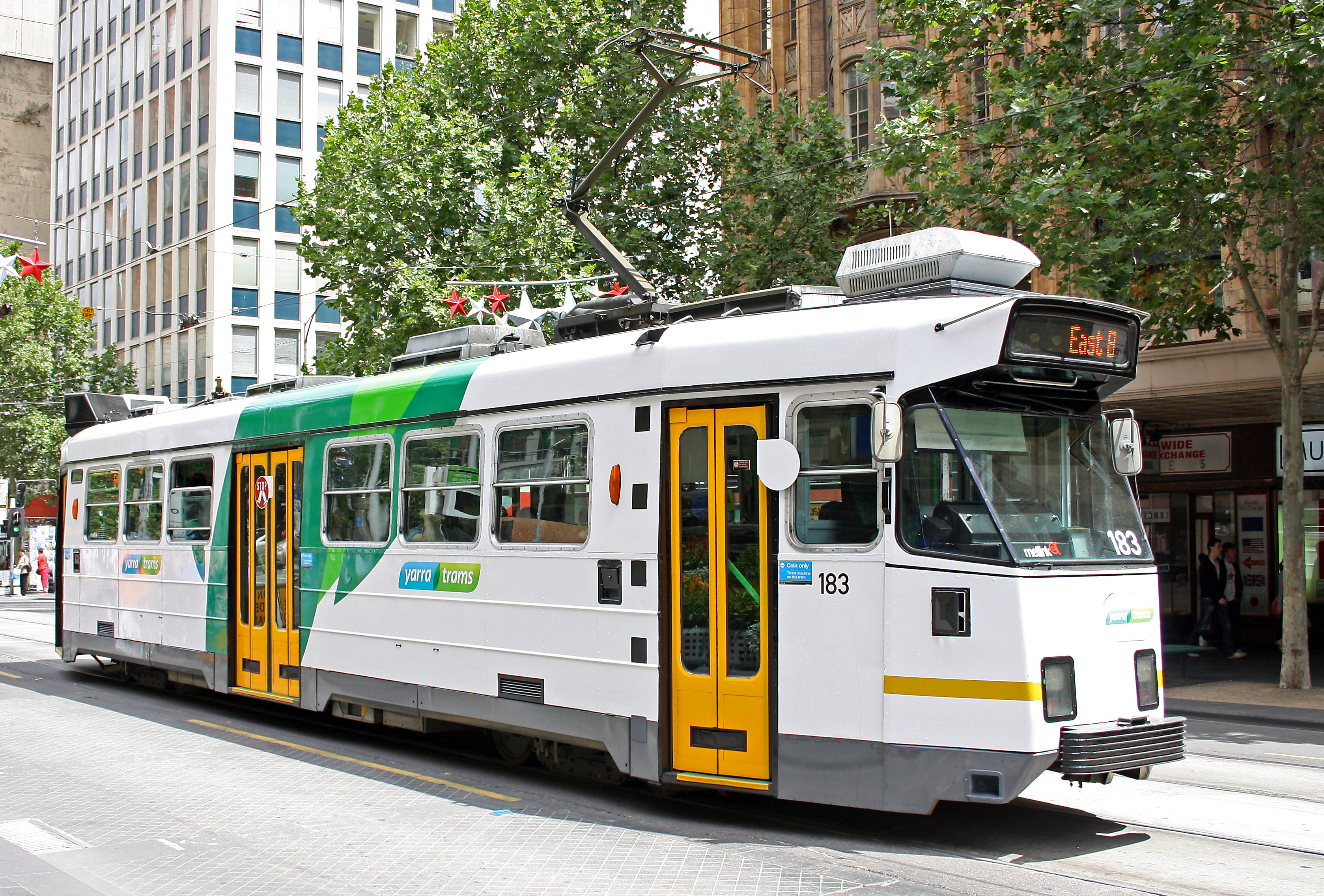
Z-class
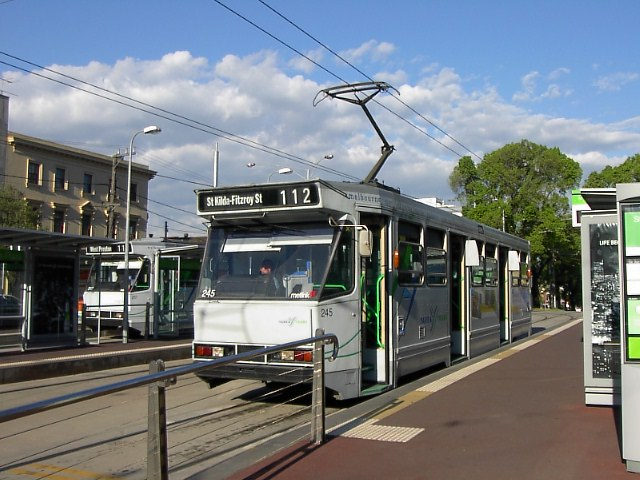
A-class
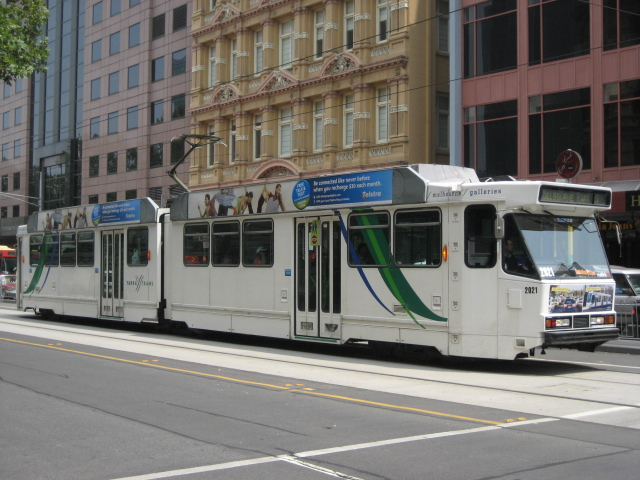
B-class
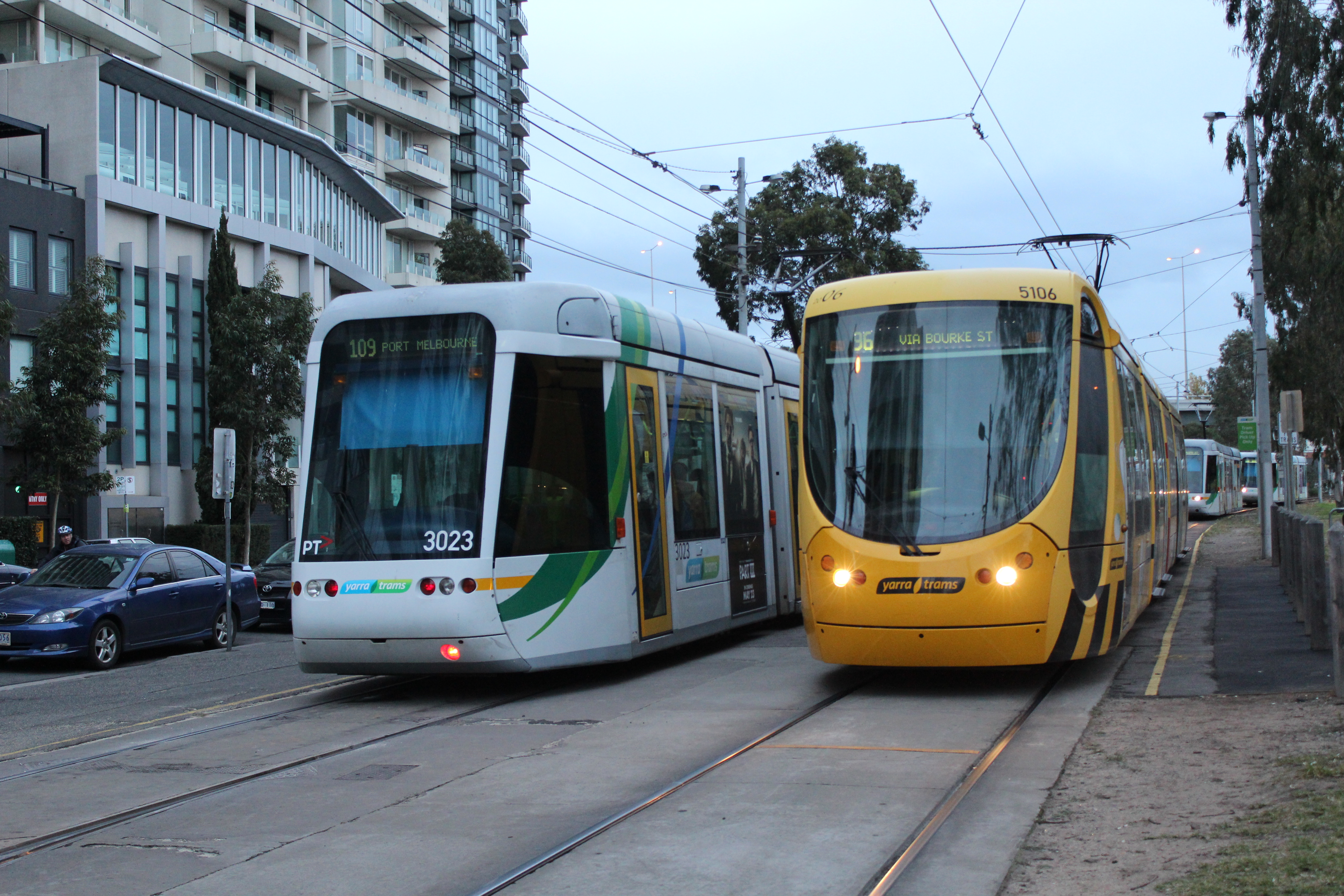
C-class und C2-class
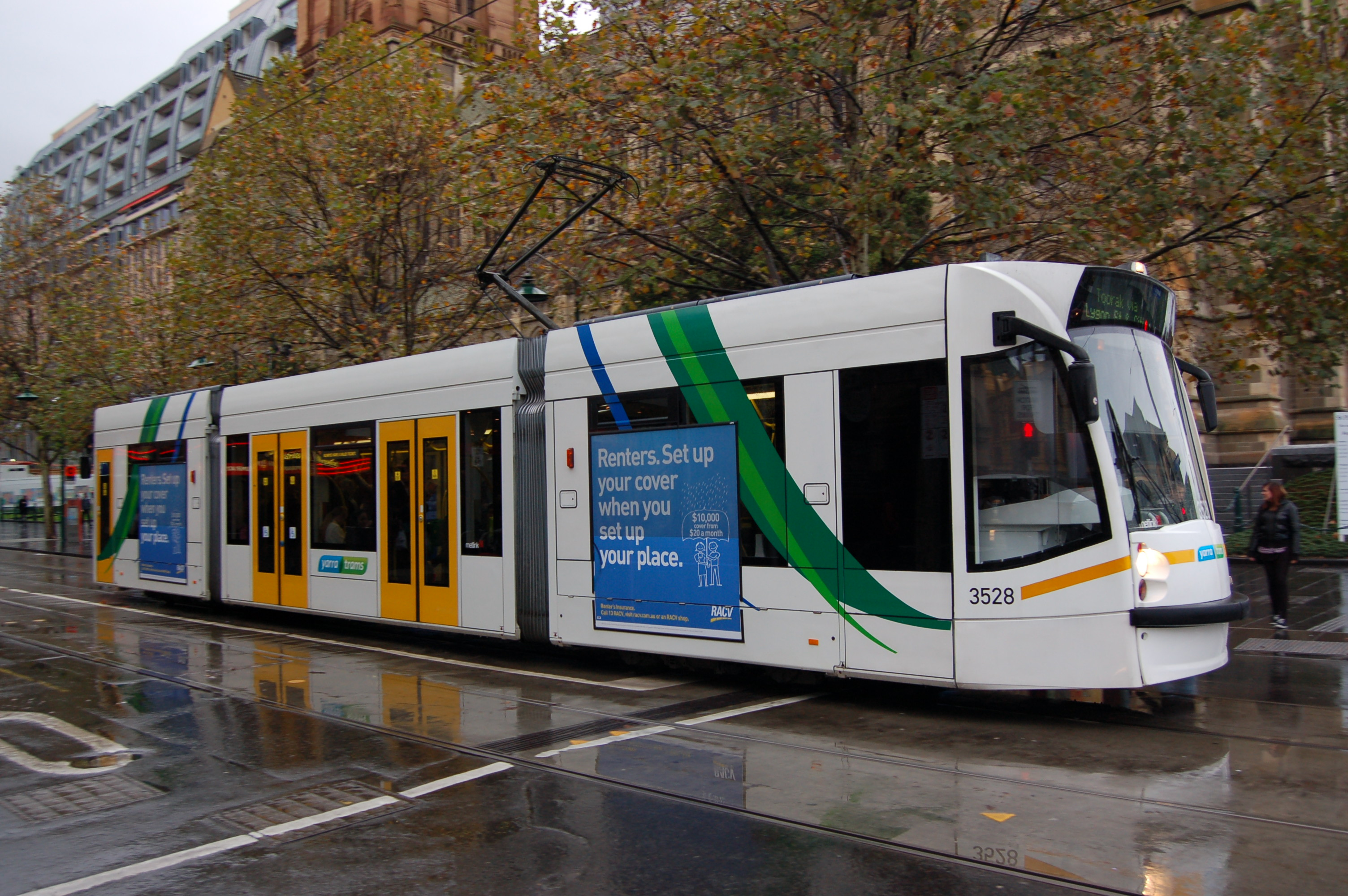
D-class
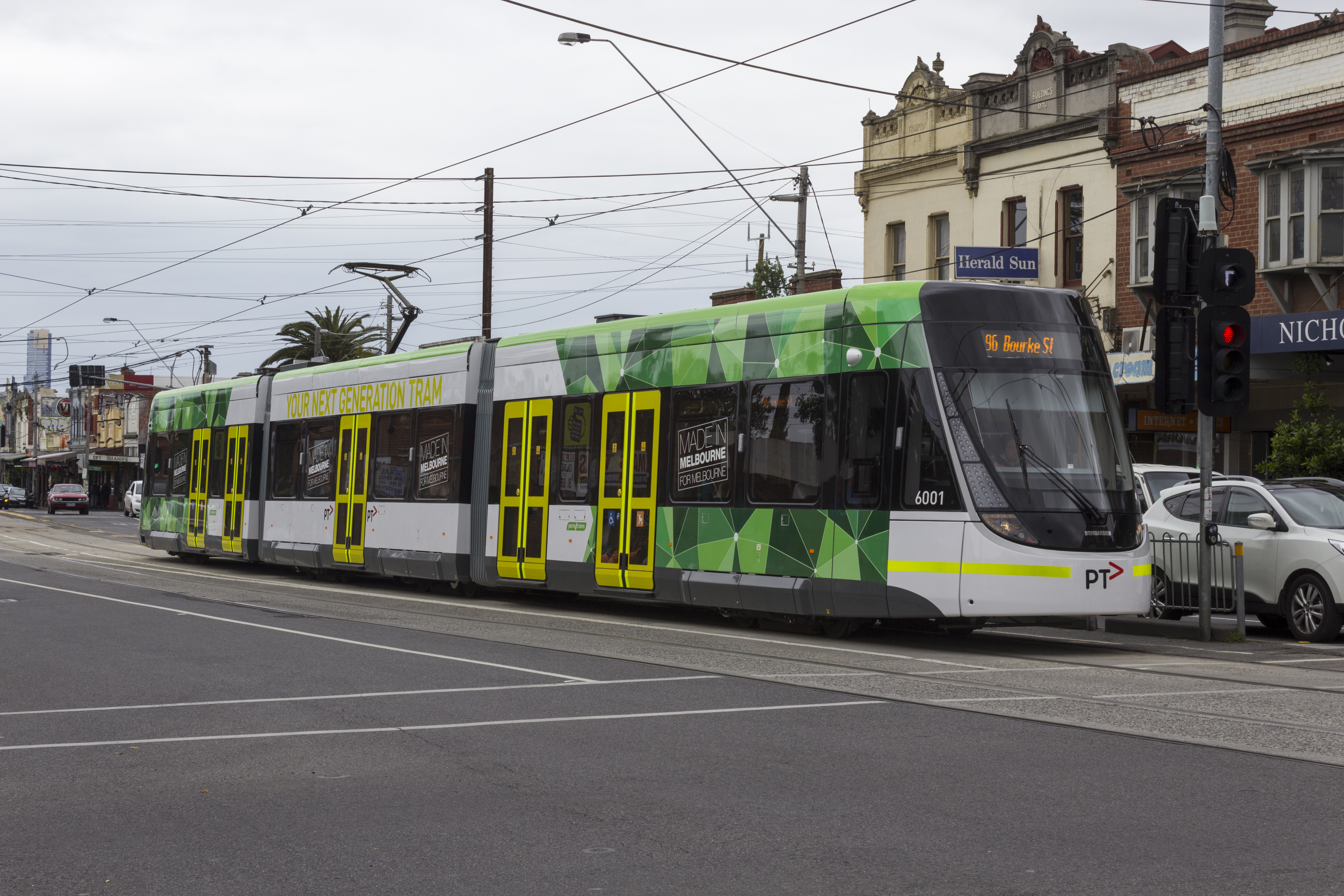
E-class
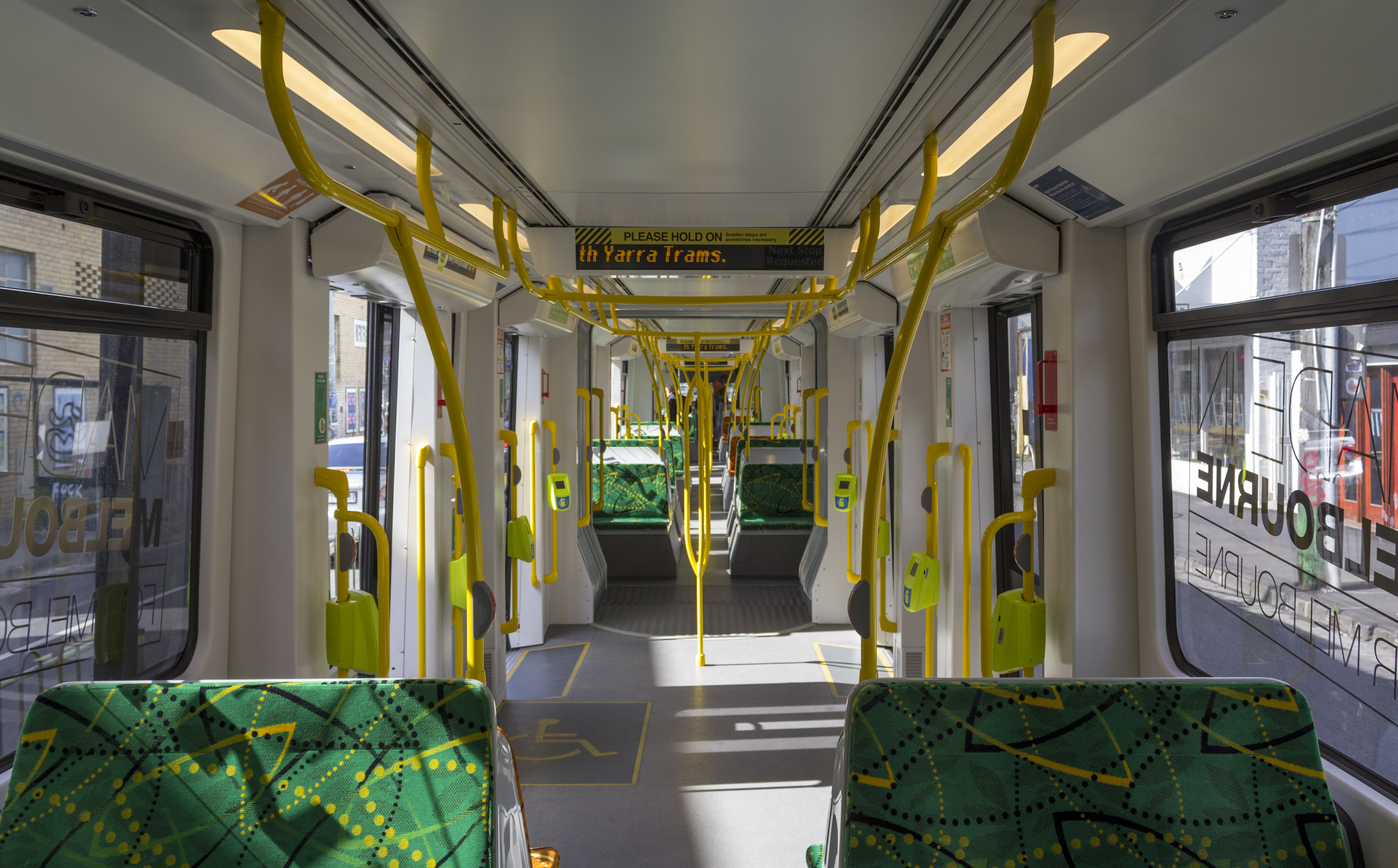
Innenraum der E-class

## Entwicklung und Planungen

### Verlängerungen in die Stadtentwicklungsgebiete
Für die Stadtentwicklung spielt die Straßenbahn eine wichtige Rolle, da diese zur Anbindung von neuen Wohn- und Geschäftsvierteln an die Innenstadt eingesetzt wird. So werden neue Büroviertel in den Docklands durch zwei Straßenbahnlinien angeschlossen. Auch für das projektierte städtebauliche Großprojekt Fisherman’s Bend wird die Straßenbahn den öffentlichen Personennahverkehr darstellen, so soll diese auf einer neuen Trasse das Stadtviertel durchqueren. Da eine Anbindung an die bestehende Linie 109 in Form einer Zweigstrecke aus betrieblicher Sicht nicht sinnvoll ist, da diese ohnehin bereits an der Kapazitätsgrenze befahren wird, wird nach anderen Lösungen gesucht. Als Möglichkeit wird eine Anbindung an die Linien 11 und 48 von den Victoria Harbour Docklands genannt, die dazu jedoch den Yarra River mit einer hohen Brücke überqueren müsste, um die Schifffahrt zum Jachthafen South Wharf nicht einzuschränken. Die gesamte Strecke soll auf der Allee Civic Boulevard als Rasengleis geführt werden.

### Ausbau der Haltestellen
Derzeit wird der barrierefreie Ausbau des Straßenbahnnetzes vorangetrieben. Hierzu werden zahlreiche Haltestellen umgebaut und mit Hochborden ausgestattet, um so den Zustieg in die Fahrzeuge für Menschen mit eingeschränkter Mobilität zu erleichtern. Derzeit werden zwei neue Haltestellen auf der St. Kilda Road erneuert. Bei dieser Gelegenheit wird zugleich das Gleisbett erneuert.
Eine weitere Baumaßnahme betrifft die bisher eingleisige Endhaltestelle der Linie 96 in East Brunswick. Da es dort oft zu Kapazitätsengpässen kommt, wird die Station zweigleisig ausgebaut und dabei ebenfalls barrierefrei umgebaut. Die 33 Meter langen Bahnsteige sollen darüber hinaus einen besseren Zustieg zu den neuen E-Class-Straßenbahnen ermöglichen.